# خواكيم جيرار
خواكيم جيرار هو لاعب تنس الكراسي المتحركة ‏ بلجيكي، ولد في 15 أكتوبر 1988 في أوكَل في بلجيكا.

## وصلات خارجية
- الموقع الرسمي